# Louis Kahn

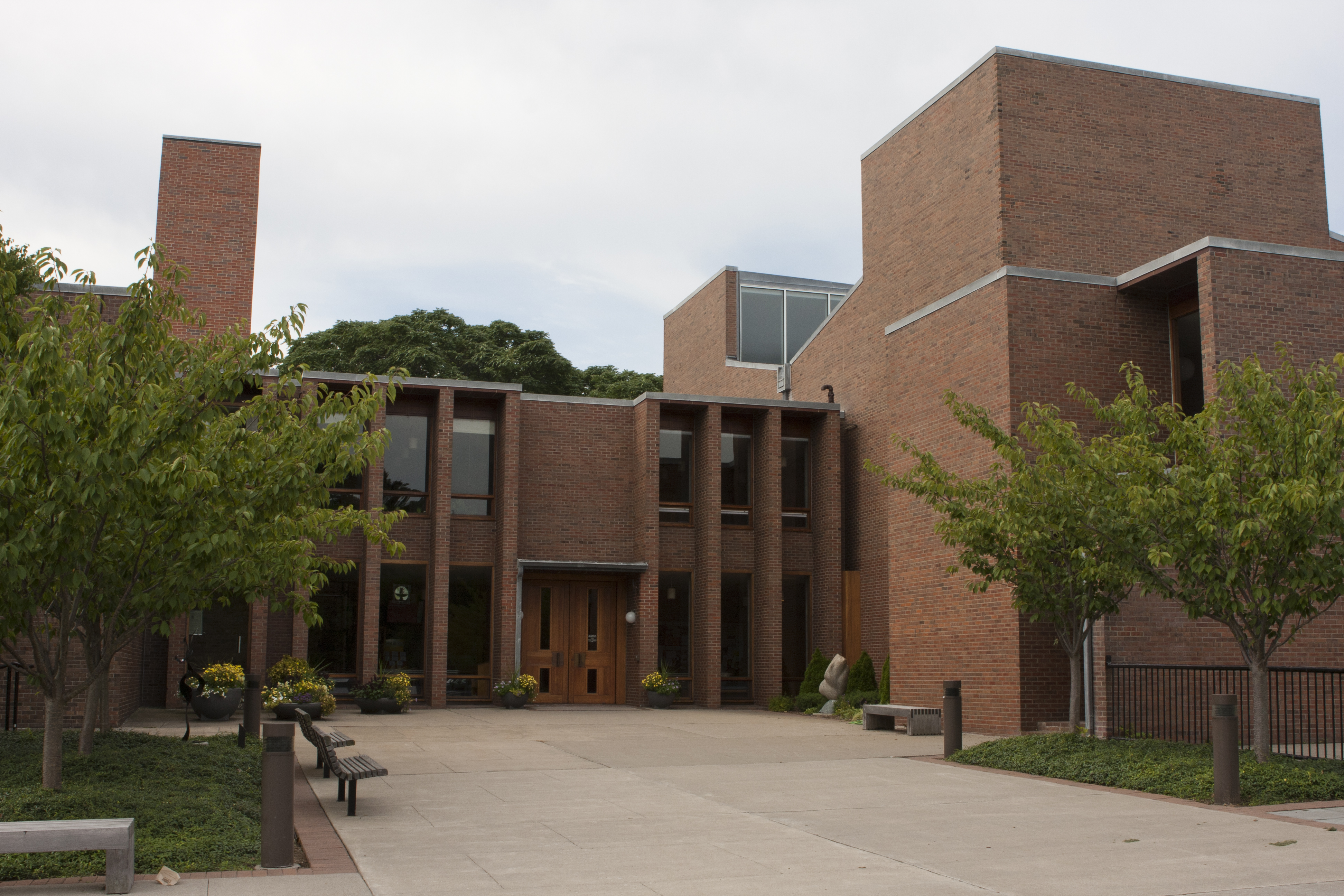
Unitárius templom (Rochester)

Louis Isadore Kahn (született: Itze-Leib Schmuilowsky, Kuressaare, Orosz Birodalom, 1901. február 20. – New York, 1974. március 17.) amerikai építész, várostervező, egyetemi tanár. Az 1955 és 1975 közötti évek kiemelkedő építésze, főleg középületeket tervezett.

## Pályafutása
Szegény zsidó családban született. Három éves korában súlyosan megégett az arca, s ennek nyomai élete végéig megmaradtak. Öt éves volt, amikor családja kivándorolt az Egyesült Államokba. Philadelphiában telepedtek le a zsidó negyedben. Lehetséges, hogy a feléjük áradó antiszemitizmus miatt változtatta meg az apa a családi nevüket a német hangzású Kahnre.
1920-ban kezdte meg tanulmányait a University of Pennsylvania School of Design-ban, tanára a francia származású Paul Philippe Cret volt, aki a Beaux-Arts építészet szellemében oktatott. 1924-ben építészmérnöki diplomát kapott. Kezdetben egy városépítészeti irodában volt műszaki rajzoló. Az 1926-ban a Philadelphiában rendezett világkiállítás tervezésében is részt vett. 1928-ban Európába utazott. 
A nagy gazdasági világválság alatt jelentősen visszaestek az építkezések. 1932-ben harminc munkanélküli építésszel és mérnökkel felmérte Philadelphia lakásviszonyait. A New Deal keretében lakásokat terveztek, tanulmányt készítettek várostervezésről, a nyomornegyek szanálásáról, új konstrukciós módszereket kutattak. 1942 és 1947 között 55 épülettervet készített két építész kollegájával. 1947-ben a Yale Egyetemen kezdett tanítani.
1950–51-ben a római amerikai akadémiára (American Academy in Rome) kapott meghívást. Itt fordulóponthoz jutott a karrierje. Megtekintette az olasz városok középkori részeit, a római Pantheont, Caracalla termáit, Tivoliban a Villa Adriánát, a Parthenónt Athénban, piramisokat Egyiptomban. Ezután a vissza az alapokhoz jelszóval kezdte megteremteni saját stílusát.
1957-ben kezdett tanítani a Pennsylvaniai Egyetemen. Ötleteit, gondolatait átadta tanítványainak, és műveiben költői és filozofikus nyelven megörökítette azokat. Tanítványa volt többek között Moshe Safdie és Robert Venturi.   
Projekjeivel egyéni kifejezésmódot teremtett, ami eltávolodott a korszak dogmáitól, nevezetesen a nemzetközi stílustól. Érdekelték a strukturális és geometrikus kutatások, amelyek segítségével pontos tervrajzot készített. Fontos volt számára a falak vastagsága, a fény. Részt vett korának nagy építész vitáiban, amelyek a monumentalitásról, hitelességről, és a közösségről szóltak.
Szívinfarktusban halt meg a New Yorkban, a Pennsylvania Station mosdójában.

## Galéria

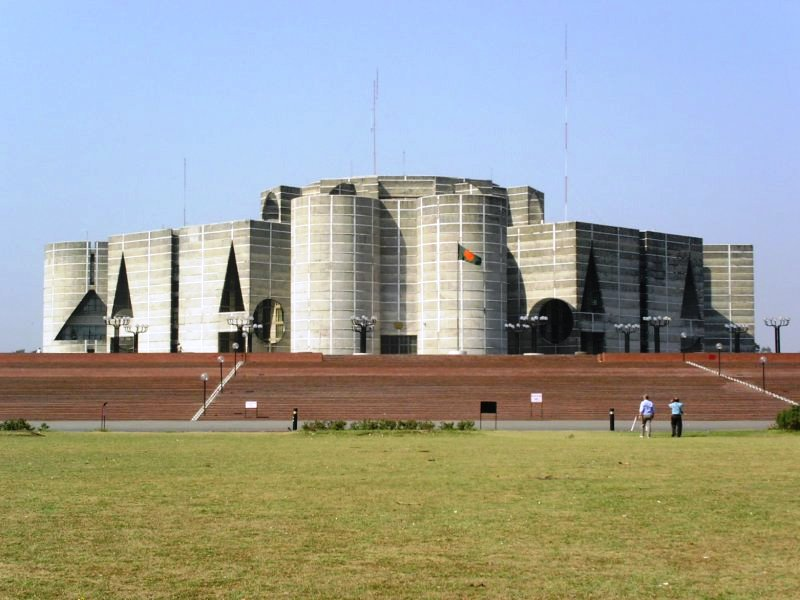
Kormányzati komplexum , Sher-e-Banglanagar, Dakka, Banglades
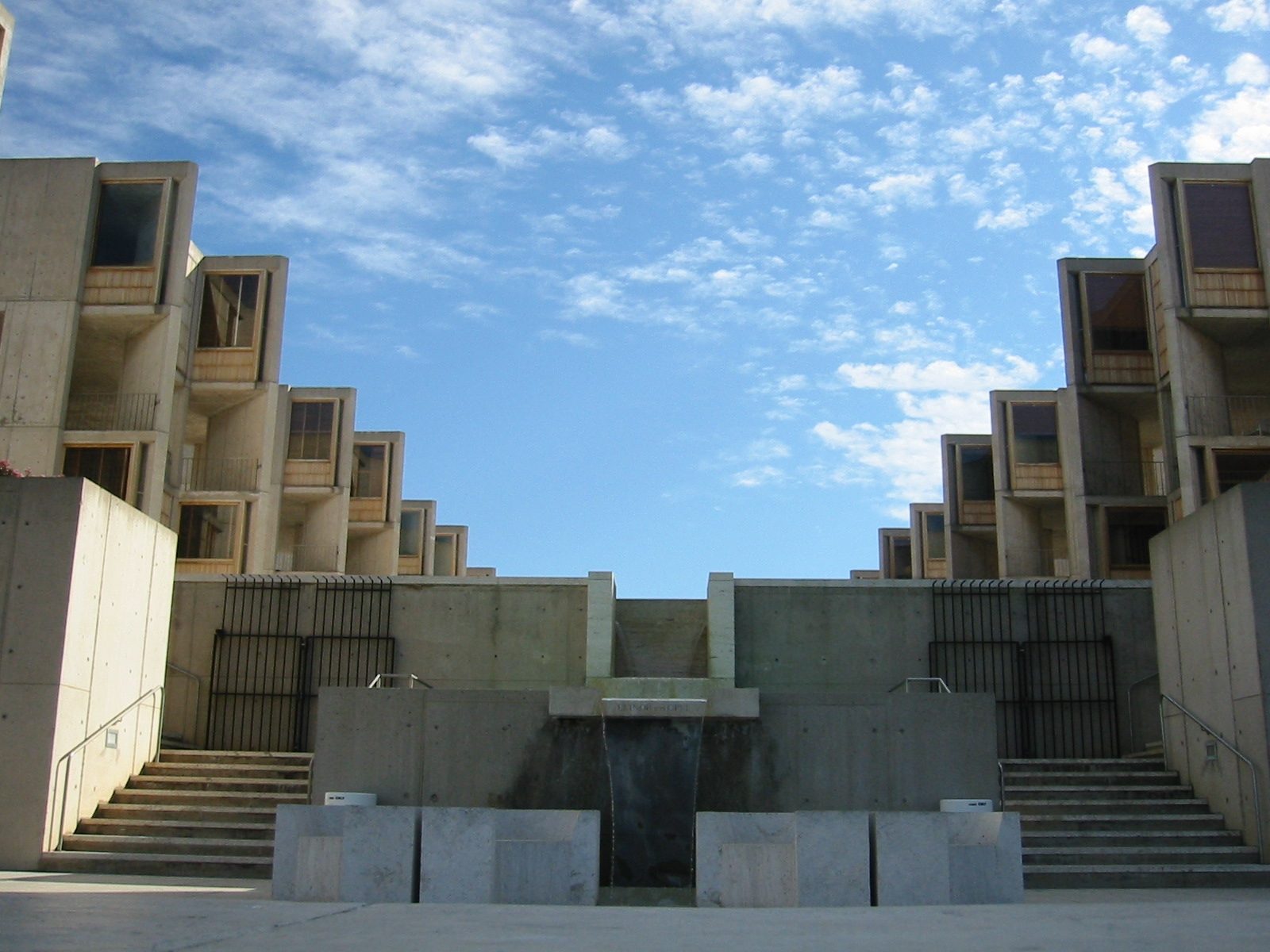
Salk Institute for Biological Studies, La Jolla/ San Diego, Kalifornia
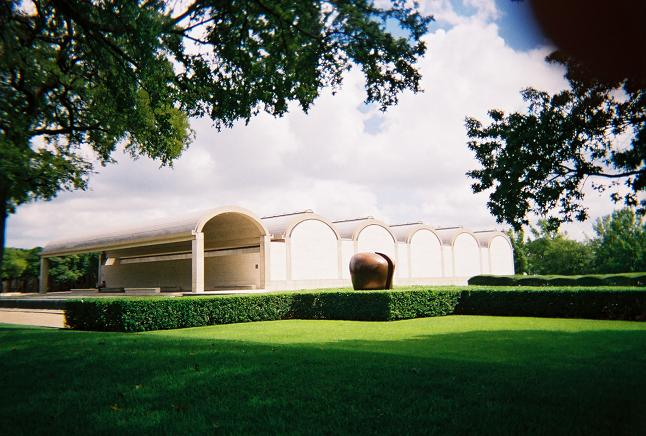
Kimbell Művészeti Múzeum, Fort Worth, Texas
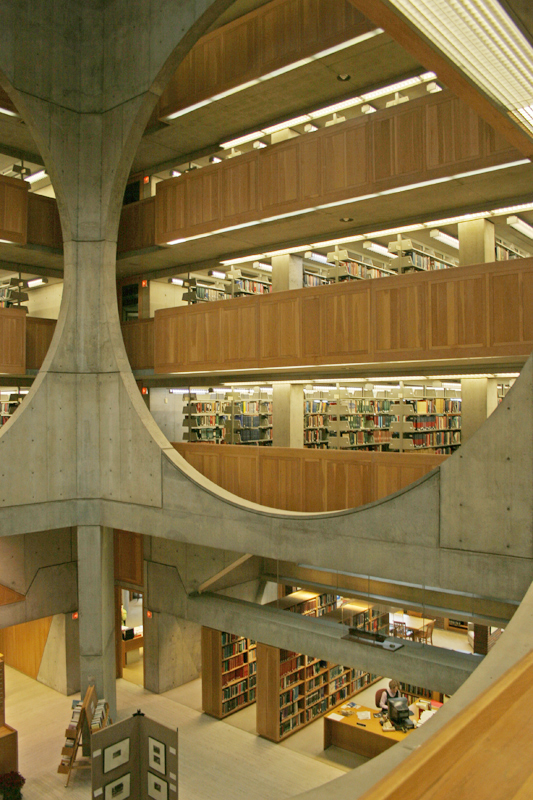
Philip Exeter Akadémia könyvtár és étkező, Exeter, New Hampshire